# Tetracanthella deficiens
Tetracanthella deficiens är en urinsektsart som beskrevs av Steiner 1958. Tetracanthella deficiens ingår i släktet Tetracanthella och familjen Isotomidae. Inga underarter finns listade i Catalogue of Life.